# Aura Elena Farfán

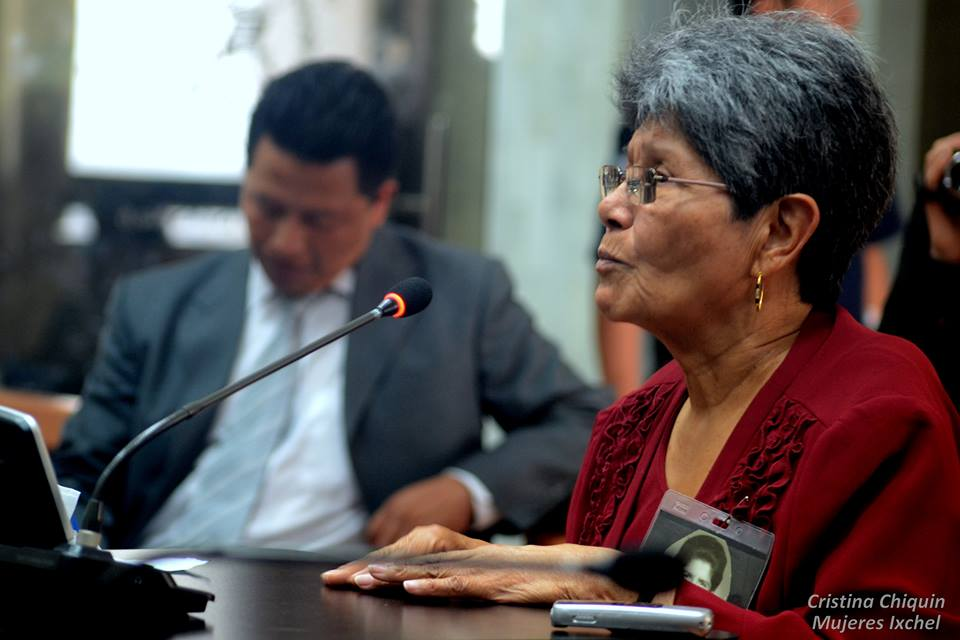
Aura Elena Farfan

Aura Elena Farfán là một nhà hoạt động nhân quyền người Guatemala. Bà là một trong những người sáng lập và là Giám đốc điều hành của tổ chức FAMDEGUA (Familiares de Detenidos y Desaparecidos de Guatemala), đây là một tổ chức có trụ sở tại thành phố Guatemala dành riêng cho các thành viên gia đình của những người đã bị chính quyền Guatemala đàn áp. Đây cũng đồng thời là một trong những tổ chức nhân quyền lâu đời nhất của quốc gia châu Mỹ này. Farfán, với các hoạt động của bà, đã trở thành một trong những đối tượng đối diện với nhiều mối đe dọa tính mạng thường xuyên do các hoạt động của bà, và cùng với tài xế của bà, đã bị bắt cóc trong một thời gian ngắn bởi những kẻ tấn công vũ trang vào ngày 04 tháng 05 năm 2001.
Tình trạng những người đấu tranh bị mất tích hoặc cưỡng bức là một thực tế xuất hiện lần đầu tiên vào những năm 1960 ở Mỹ Latinh và ở Guatemala tình trạng trở nên nguy hiểm do sự kiểm soát cổ hủ từ chính quyền và do xung đột trải qua thường xuyên ở cả tiểu lục địa này cho đến những năm 1990.
Với nhiều các cống hiến của mình và phải chịu nguy hiểm, hi sinh cho công việc của mình, Aura Elena Fargán đã vinh dự nhận Giải thưởng Phụ nữ can đảm quốc tế của Bộ Ngoại giao Hoa Kỳ vào năm 2018.